# Brkn

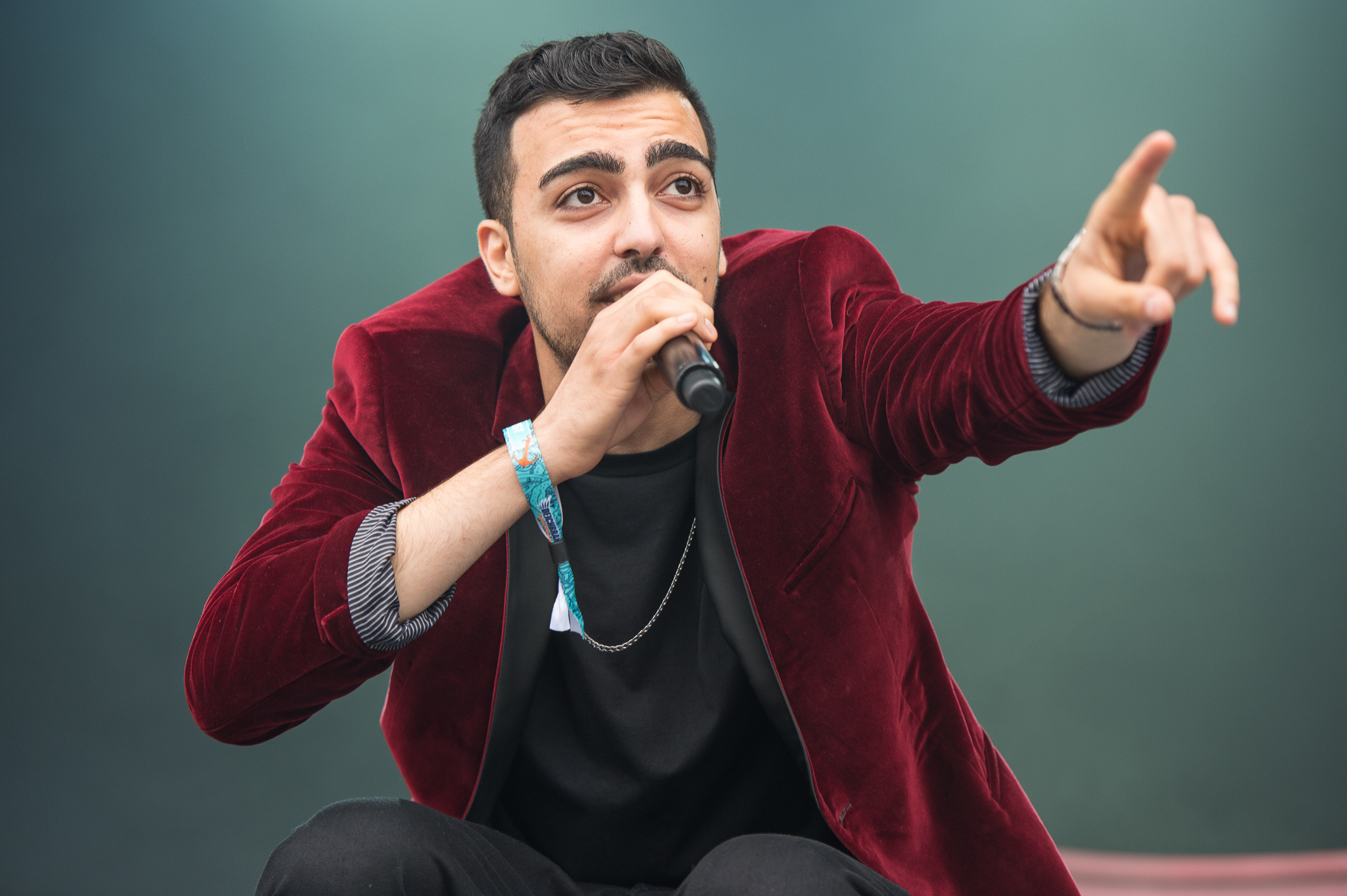
BRKN beim Deichbrand-Festival 2017

Brkn (* 21. Januar 1991 in Berlin als Andaç Berkan Akbiyik, Eigenschreibweise BRKN, Disemvoweling des Namens Berkan) ist ein deutscher Rapper, Sänger und Musikproduzent mit türkischen, kurdischen und armenischen Wurzeln.

## Leben
Brkn wuchs in Berlin-Kreuzberg auf. Dort besuchte er die Otto-Wels-Grundschule; er wechselte nach der vierten Klasse auf ein humanistisches Gymnasium im benachbarten Wilmersdorf. Vater und Mutter, die als Drogentherapeut beziehungsweise Diplom-Pädagogin tätig sind, legten nicht nur Wert auf die schulische, sondern auch auf die musikalische Ausbildung von Brkn: mit sechs Jahren erhielt er Klavierunterricht, mit neun Jahren lernte er Saxophon. Weitere Instrumente brachte er sich dann als Autodidakt bei. Mit zwölf Jahren fing er an zu rappen und zu singen. Nach seinem Abitur studierte er Architektur und machte den Bachelor-Abschluss.
Bereits als Jugendlicher wurde er Teil der Kreuzberger Rapgruppe WBR Crew, aus der später das Musiklabel BESTE wuchs, dem Brkn bis heute angehört. Zu Brkns musikalischen Einflüssen zählen Hip-Hop, Funk, Neo-Soul und R’n’B. Nach diversen Featuresongs, u. a. mit Berliner Rappern wie Mach One und Said, sowie Produktionen u. a. für K.I.Z oder BattleBoi Basti, veröffentlichte Brkn seine erste Solo-EP Yeah Bitch Yeah am 31. Oktober 2014. Im November 2014 begleitete Brkn den Rapper Alligatoah auf seiner Akustik-Tour als Vorgruppe; es folgte eine Zusammenarbeit für Brkns nächste EP, Kennste einen, kennste alle. Neben Alligatoah sind auf der EP unter anderem Fatoni, RAF Camora und Nico K.I.Z als Gastauftritte vertreten. 2016 erschien das Debüt-Album Kauft meine Liebe, dem eine Bonus-CD mit französischsprachigen Akustik-Versionen seiner Songs beilag. Es folgte das Album Einzimmervilla. 2018 holte ihn Herbert Grönemeyer, mit dem er den Song „Doppelherz / İki Gönlüm“ interpretierte.

## Diskografie
EPs
- 2014: Yeah Bitch Yeah
- 2015: Kennste einen, kennste alle
- 2016: Yeah Bitch Yeah (Bessere Version)
- 2023: Rahat EP

Alben
- 2016: Kauft meine Liebe
- 2017: Einzimmervilla
- 2021: Drama